# Receptor de IL-2
O receptor de interleucina-2 (IL-2R) é uma proteína heterotrimérica expressa na superfície de determinadas células imunológicas, como os linfócitos, que se liga e responde a uma citocina chamada IL-2.

## Composição
A IL-2 se liga ao receptor de IL-2, que tem três formas, geradas por diferentes combinações de três proteínas diferentes, muitas vezes chamadas de "cadeias": α (alfa) (também chamada de IL-2Rα, CD25 ou antígeno Tac), β (beta) (também chamada de IL-2Rβ ou CD122) e γ (gama) (também chamada de IL-2Rγ, γc, cadeia gama comum ou CD132); essas subunidades também fazem parte de receptores para outras citocinas.:713 As cadeias β e γ do IL-2R são membros da família de receptores de citocinas do tipo I.

## Relações estrutura-atividade da interação IL-2/IL-2R
As três cadeias de receptores são expressas separadamente e de forma diferente em vários tipos de células e podem se reunir em diferentes combinações e ordens para gerar receptores de IL-2 de baixa, intermediária e alta afinidade.
A cadeia α se liga à IL-2 com baixa afinidade, a combinação de β e γ forma um complexo que se liga à IL-2 com afinidade intermediária, principalmente em células T de memória e células NK; e todas as três cadeias de receptores formam um complexo que se liga à IL-2 com alta afinidade (Kd ~ 10-11 M) em células T ativadas e células T reguladoras. As formas intermediárias e de alta afinidade dos receptores são funcionais e causam alterações na célula quando a IL-2 se liga a elas.
A estrutura do complexo estável formado quando a IL-2 se liga ao receptor de alta afinidade foi determinada por meio de cristalografia de raios X. A estrutura suporta um modelo em que a IL-2 se liga inicialmente à cadeia α, depois a β é recrutada e, por fim, a γ.

## Sinalização
As três cadeias de receptores de IL-2 atravessam a membrana celular e se estendem para dentro da célula, fornecendo, assim, sinais bioquímicos para o interior da célula. A cadeia alfa não participa da sinalização, mas a cadeia beta é complexada com uma enzima chamada Janus quinase 1 (JAK1), que é capaz de adicionar grupos fosfato às moléculas. Da mesma forma, a cadeia gama se complexa com outra tirosina quinase chamada JAK3. Essas enzimas são ativadas pela ligação da IL-2 aos domínios externos do IL-2R. Como consequência, três vias de sinalização intracelular são iniciadas: a via da MAP quinase, a via da fosfoinositídeo 3-quinase (PI3K) e a via JAK-STAT.
Quando a IL-2 se liga ao receptor de alta afinidade, o complexo é rapidamente internalizado e tem pouco tempo para sinalizar. A IL-2, a IL-2Rβ e a γc são rapidamente degradadas, mas a IL-2Rα é reciclada para a superfície da célula. Assim, a concentração de IL-2 e de seu receptor disponível determina o tempo, a magnitude e a extensão das respostas imunes das células T.
A IL-2 e seu receptor têm papéis importantes nas principais funções do sistema imunológico, tolerância e imunidade, principalmente por meio de seus efeitos diretos sobre as células T. No timo, onde as células T amadurecem, elas previnem doenças autoimunes ao promover a diferenciação de determinadas células T imaturas em células T reguladoras, que eliminam outras células T que estão preparadas para atacar células saudáveis normais do corpo. A IL-2/IL2R também promove a diferenciação de células T em células T efetoras e em células T de memória quando as células T iniciais também são estimuladas por um antígeno, ajudando assim o corpo a combater infecções. Por meio de sua função no desenvolvimento da memória imunológica das células T, que depende da expansão do número e da função dos clones de células T selecionadas por antígenos, elas também têm uma função fundamental na imunidade mediada por células duradoura.

## Implicações clínicas
Os medicamentos que inibem os receptores de IL-2, como o basiliximabe e o daclizumabe, são usados em conjunto com outros medicamentos para evitar a rejeição imunológica de transplantes.

## Histórico
De acordo com um livro didático de imunologia: "A IL-2 é particularmente importante do ponto de vista histórico, pois é a primeira citocina do tipo I que foi clonada, a primeira citocina do tipo I para a qual um componente receptor foi clonado e foi a primeira citocina do tipo I de cadeia curta cuja estrutura do receptor foi resolvida. Muitos princípios gerais foram derivados dos estudos dessa citocina, incluindo o fato de ser a primeira citocina que demonstrou agir de forma semelhante a um fator de crescimento por meio de receptores específicos de alta afinidade, análogos aos fatores de crescimento que estão sendo estudados por endocrinologistas e bioquímicos." :712